# Пуенте-де-Домінго-Флорес
Пуенте-де-Домінго-Флорес (ісп. Puente de Domingo Flórez) — муніципалітет в Іспанії, у складі автономної спільноти Кастилія-і-Леон, у провінції Леон. Населення — 1697 осіб (2010).
Муніципалітет розташований на відстані близько 340 км на північний захід від Мадрида, 100 км на захід від Леона.
На території муніципалітету розташовані такі населені пункти: (дані про населення за 2010 рік)
- Кастрокіламе: 87 осіб
- Пуенте-де-Домінго-Флорес: 874 особи
- Робледо-де-Собрекастро: 45 осіб
- Салас-де-ла-Рібера: 221 особа
- Сан-Педро-де-Тронес: 378 осіб
- Вега-де-Єрес: 60 осіб
- Єрес: 32 особи

## Демографія
Динаміка населення (INE ):